# ليونارد زوتا
ليونارد زوتا (بالسويدية: Leonard Zuta)‏ (9 أغسطس 1992 بغوتنبرغ في السويد - ) هو لاعب كرة قدم سويدي في مركز الوسط. شارك مع منتخب مقدونيا تحت 21 سنة لكرة القدم ومنتخب مقدونيا لكرة القدم. أما مع النوادي، فقد لعب مع نادي رييكا ونادي هكن.

## مسيرته الكروية
لعب ليونارد زوتا خلال مسيرته الاحترافية مع 3 أندية في 9 مواسم وسجل خلالها هدفين أثنين ضمن 178 مباراة. حيث فاز في موسمين بالكأس وموسم واحدًا بالدوري.
خاض ليونارد زوتا مسيرته مع نادي هكن في موسم 2012 ليلعب معه أربعة مواسم، مشاركًا في 57 مباراة ولم يسجل أي هدف. ثم انتقل إلى نادي رييكا في موسم 2015–16 ليلعب معه أربعة مواسم، حيث شارك في 109 مباراة سجل خلالها هدفين. لينتقل بعدها إلى نادي قونيا سبور في موسم 2018–19 لمدة موسم واحد، مشاركًا في 12 مباراة ولم يسجل أي هدف.

## روابط خارجية
- ليونارد زوتا على موقع الاتحاد الأوربي (الإنجليزية)
- ليونارد زوتا على موقع اتحاد النرويج (النرويجية)
- ليونارد زوتا على موقع اتحاد السويد (السويدية)
- ليونارد زوتا على موقع اتحاد تركيا (لاعب) (الإنجليزية)
- ليونارد زوتا على موقع قاعدة بيانات كرة القدم.إي يو (الإنجليزية)
- ليونارد زوتا على موقع ناشيونال فوتبول تيمز (الإنجليزية)
- ليونارد زوتا على موقع Soccerway.com (الإنجليزية)
- ليونارد زوتا على موقع عالم كرة القدم.نت (الإنجليزية)
- ليونارد زوتا على موقع AS.com (الإسبانية)